# Marcel Moreau (Schriftsteller)

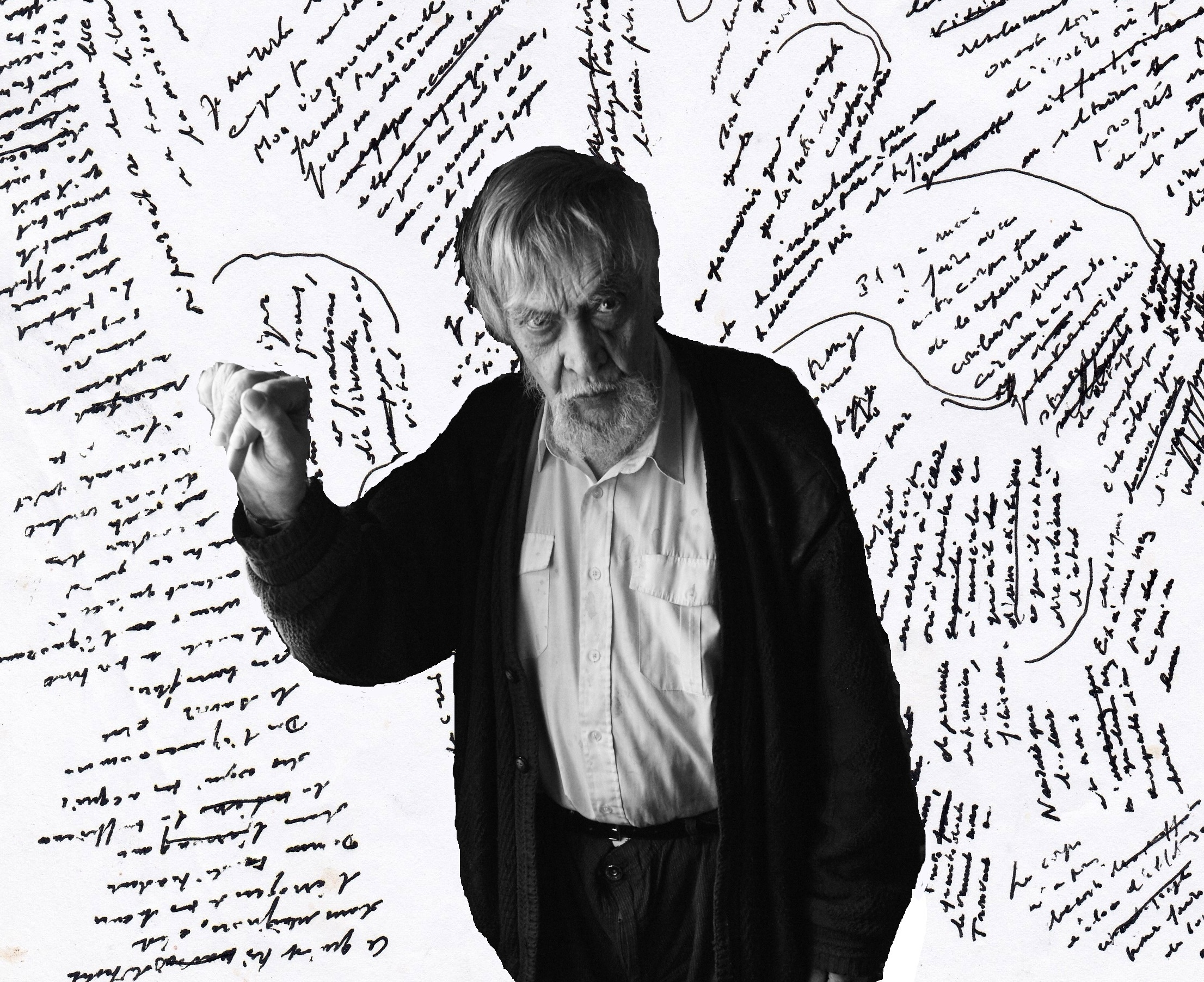
Marcel Moreau

Marcel Moreau (* 16. April 1933 in Boussu; † 4. April 2020 in Bobigny) war ein belgischer Schriftsteller französischer Sprache.

## Leben und Werk
Marcel Moreau wuchs in einer Arbeiterfamilie der Borinage auf. Er wurde zuerst Buchhalter, dann Korrektor verschiedener Zeitungen. 1967 wechselte er im gleichen Beruf nach Paris und erwarb 1974 die französische Staatsangehörigkeit. Seine zahlreich veröffentlichten Texte sind in einer „anarchisch entfesselten“ Sprache geschrieben,  die zwischen „Revolte und Rausch“ angesiedelt wurde  und von der die Kritik gesagt hat, sie sei in einem ständigen „Siedezustand“,  wovon schon die meisten Buchtitel zeugen. Nur sein erstes Buch erschien auch auf Deutsch.

## Werke
- Quintes. Buchet-Chastel, Paris 1962.
  - (deutsch) Der rebellische Tag des Herrn Q. Insel, Frankfurt am Main 1964. (übersetzt von Margaret Carroux)
- Bannière de bave. Gallimard, Paris 1965.
- La Terre infestée d’hommes. Buchet-Chastel, Paris 1966.
- Le Chant des paroxysmes. Buchet-Chastel, Paris 1967.
- Écrits du fond de l’amour. Buchet-Chastel, Paris 1968.
- Julie ou la Dissolution. C. Bourgois, Paris 1971. Espace Nord, Brüssel 2021 (Vorwort von Carl Norac. Nachwort von Corentin Lahouste).
- La Pensée mongole. C. Bourgois, Paris 1972.
- L'Ivre livre. 1. Égobiographie tordue 2. Les feux de l'ébriété. C. Bourgois, Paris 1973. (Vorwort Anaïs Nin)
  - (anderer Titel) Les Incandescences. Labor, Brüssel 1984. (Vorwort von Guy Denis. Hrsg. Danielle Bajomée)
- Le Bord de mort. C. Bourgois, Paris 1974.
- Les Arts viscéraux. C. Bourgois, Paris 1975.
- Le Sacre de la femme. Scènes d'adoration. C. Bourgois, Paris 1977.
- Discours contre les entraves. C. Bourgois, Paris 1979.
- A dos de Dieu ou L'ordure lyrique. 1980. Quidam, Meudon 2018 (Nachwort von Hans Limon).
- Orgambide. Scènes de la vie perdante.  Luneau Ascot, Paris 1980.
- Cahiers caniculaires. Écrit du fond de l'écrit.  Lettres vives, Paris 1982.
- Kamalalam. Éditions l'Âge d'homme, Lausanne 1982.
- Moreaumachie. Buchet-Chastel, Paris 1982.
- Monstre. Luneau-Ascot, Paris 1986.
- Issue sans issue. Ether vague, Toulouse 1986.
- Amours à en mourir. Lettres vives, Paris 1988.
- (mit Arié et Stéphane Mandelbaum) Opéra gouffre ou S.M. assassiné. La Pierre d'alun, Brüssel 1988.
- Mille voix rauques. Buchet-Chastel, Paris 1989.
- Neung conscience fiction. Ether vague, Toulouse 1990.
- Le charme et l'épouvante. Oscillations. La Différence, Paris 1992.
- Noces de mort. Lettres vives, Paris 1993.
- Bal dans la tête. La Différence, Paris 1995.
- La compagnie des femmes. Lettres vives, Paris 1996.
- La vie de Jéju. Actes Sud, Arles 1998.
- Extase pour une infante roumaine. Lettres vives, Paris 1998.
- La jeune fille et son fou. Lettres vives, Paris 1998.
- Féminaire suivi de La libération de la parole. Lettres vives, Paris 2000.
- Lecture irrationnelle de la vie. Complexe, Brüssel 2001.
- Corpus scripti. Denoël, Paris 2002.
- Adoration de Nona. Lettres vives, Paris 2004.
- Morale des épicentres. Suivi de quinze lettres d'Anaïs Nin à l'auteur. Denoël, Paris 2004.
- Nous, amants au bonheur ne croyant. Roman. Denoël, Paris 2005.
- Quintes (1962). L'ivre livre (1973). Sacre de la femme (1977). Discours contre les entraves (1979). Denoël, Paris 2005.
- Stani Nitkowski. Abbaye d'Auberive 2006. (Nachwort von Philippe Dagen)
- Une philosophie à coups de rein. De la danse du sens des mots dans la vie organique. Denoël, Paris 2007.
- Souvenirs d'immensité avec troubles de la vision. Précipité de notes prises lors d'un voyage Moscou-Pékin en 1985. Arfuyen, Orbey 2007.
- Oraisons charnelles et autres prières des corps en sens inverse du ciel. Lettres vives, Castellare-di-Casinca 2008.
- Des hallalis dans les alléluias. Regard sur une vie secouée de verbe, outre ses mouvements de bascule en un abysse fait femme. Denoël, Paris 2009.
- La violencelliste suivi de Donc ! Denoël, Paris 2011.
- Un cratère à cordes ou la langue de ma vie. Lettres vives, Castellare-di-Casinca 2016.